# División de Honor de bádminton 2024-25
La División de Honor de bádminton 2024-25 es la 38.ª edición de la máxima categoría de la Liga Nacional de Clubes de bádminton en España. Es organizada por la Federación Española de Bádminton. Participan 10 equipos divididos en dos grupos, que se clasifican a una final a cuatro.

## Clasificación

### Grupo A
|                                                                    | Equipo                      | Puntos | J | G | P | PG | PP | JF  | JC  | PF   | PC   |
| ------------------------------------------------------------------ | --------------------------- | ------ | - | - | - | -- | -- | --- | --- | ---- | ---- |
| 1                                                                  | BDM Cartagena               | 21     | 8 | 7 | 1 | 44 | 12 | 140 | 53  | 1857 | 1390 |
| 2                                                                  | Recreativo IES La Orden (1) | 18     | 8 | 6 | 2 | 40 | 16 | 136 | 57  | 1906 | 1287 |
| 3                                                                  | Ravachol Pontevedra (3)     | 15     | 8 | 5 | 3 | 29 | 27 | 99  | 97  | 1644 | 1709 |
| 4                                                                  | CBSF Valencia               | 3      | 8 | 1 | 7 | 20 | 36 | 80  | 127 | 1651 | 1940 |
| 5                                                                  | Club Badminton As Neves     | 3      | 8 | 1 | 7 | 7  | 49 | 35  | 156 | 1255 | 1987 |
| Fuente: Federación Española de Bádminton; actualización automática |                             |        |   |   |   |    |    |     |     |      |      |

### Grupo B
|                                                                    | Equipo                            | Puntos | J | G | P | PG | PP | JF | JC | PF  | PC  |
| ------------------------------------------------------------------ | --------------------------------- | ------ | - | - | - | -- | -- | -- | -- | --- | --- |
| 1                                                                  | Club Bádminton Oviedo             | 3      | 1 | 1 | 0 | 7  | 0  | 21 | 3  | 250 | 175 |
| 2                                                                  | UD Ibiza - Bádminton Pitius       | 3      | 1 | 1 | 0 | 6  | 1  | 18 | 6  | 240 | 172 |
| 3                                                                  | CB Rinconada                      | 0      | 0 | 0 | 0 | 0  | 0  | 0  | 0  | 0   | 0   |
| 4                                                                  | Club Bádminton Alicante Intercity | 0      | 1 | 0 | 1 | 1  | 6  | 6  | 18 | 172 | 240 |
| 5                                                                  | CB Arjonilla                      | 0      | 1 | 0 | 1 | 0  | 7  | 3  | 21 | 175 | 250 |
| Fuente: Federación Española de Bádminton; actualización automática |                                   |        |   |   |   |    |    |    |    |     |     |

### Playoffs

#### Por el campeonato
|  | Semifinales | Semifinales | Semifinales |  |  | Final | Final | Final | Final |  |
|  |             |             |             |  |  |       |       |       |       |  |
|  |             |             |             |  |  |       |       |       |       |  |
|  | 1.ºA        |             |             |  |  |       |       |       |       |  |
|  |             |             |             |  |  |       |       |       |       |  |
|  | 2.ºB        |             |             |  |  |       |       |       |       |  |
|  |             |             |             |  |  |       |       |       |       |  |
|  |             |             |             |  |  |       |       |       |       |  |
|  |             |             |             |  |  |       |       |       |       |  |
|  | 1.ºB        |             |             |  |  |       |       |       |       |  |
|  |             |             |             |  |  |       |       |       |       |  |
|  | 2ºA         |             |             |  |  |       |       |       |       |  |
|  |             |             |             |  |  |       |       |       |       |  |
|  |             |             |             |  |  |       |       |       |       |  |

#### Por la permanencia
|  | Playoff 1 |  |  |  |
|  |           |  |  |  |
|  | 4.ºA      |  |  |  |
|  |           |  |  |  |
|  | 5.ºB      |  |  |  |
|  |           |  |  |  |

|  | Playoff 2 |  |  |  |
|  |           |  |  |  |
|  | 4.ºB      |  |  |  |
|  |           |  |  |  |
|  | 5.ºA      |  |  |  |
|  |           |  |  |  |